# Byttneria catalpifolia
Byttneria catalpifolia är en malvaväxtart. Byttneria catalpifolia ingår i släktet Byttneria och familjen malvaväxter.

## Underarter
Arten delas in i följande underarter:
- B. c. africana
- B. c. catalpifolia
- B. c. sidifolia

## Bildgalleri

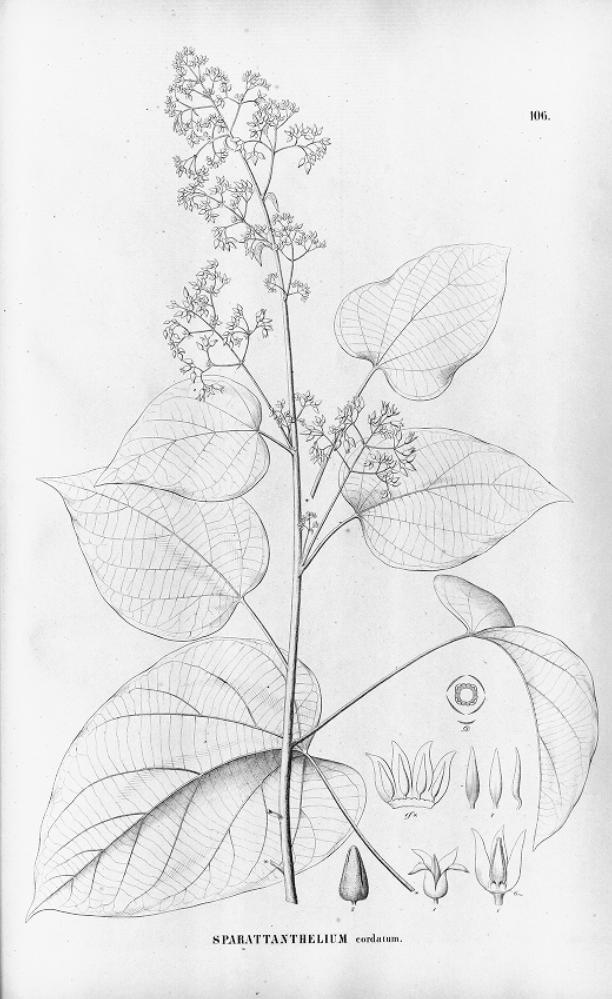